# Cchaltubo
Cchaltubo (gruzínsky: წყალტუბო) je gruzínské lázeňské město nacházející se na západě země v kraji Imeretie. V roce 2014 v něm žilo 11 281 obyvatel.
Cchaltubo bylo zvláště populární v dobách Sovětského svazu díky svým unikátním pramenům minerální vody bohaté na radon a uhlík a zahřáté přírodně na optimální teplotu 35 °C. Ročně město přivítalo na 125 tisíc návštěvníků. Po osamostatnění Gruzie však město značně upadlo a lázeňský komplex ročně obslouží pouze minimum hostů. Většina lázeňských budov po prohrané válce s Abcházií byla přeměněna v byty pro uprchlíky.
Nedaleko města se nachází Přísná přírodní rezervace Sataplia.